# Больцано (аэропорт)
Аэропорт Больцано (итал. Aeroporto di Bolzano — Dolomiti, нем. Flughafen Bozen — Dolomiten, IATA: BZO, ICAO: LIPB) — небольшой региональный аэропорт недалеко от города Больцано в провинции Южный Тироль на севере Италии.

## История
Аэропорт был построен в октябре 1926 года и имел одну взлетно-посадочную полосу размером 1300 метров.
В июне 2016 года по опросу общественного мнения правительством было принято решение больше не поддерживать аэропорт финансовыми средствами из-за высокого уровня дефицита. Поэтому было решено, что компания-оператор аэропорта будет ликвидирована и лицензия будет передана итальянским властям, что означает, что аэропорт будет полностью закрыт, если не будет найден другой оператор.
В последние годы Южный Тироль потратил более 120 миллионов евро на развитие аэропорта, не создавая при этом никакого постоянного запланированного трафика. Авиакомпания Darwin Airline прекратила свои полеты по обязательству по коммунальному обслуживанию в Рим от имени Alitalia 18 июня 2015 года, снова оставив аэропорт Больцано без каких-либо запланированных коммерческих перевозок.

## Авиакомпании и направления вылетов
| Авиакомпания | Пункты назначения |
| ------------ | --- |
| SkyAlps      | Рим-Чампино (с 1 мая 2020 года) Сезонные чартерные: Кальяри, Катания, Ламеция-Терме, Ольбия (все с 23 мая 2020 года) |